# U-1198
U-1198 – niemiecki okręt podwodny (U-Boot) typu VII C z okresu II wojny światowej. Okręt wszedł do służby w 1943 roku. Jedynym dowódcą był Oblt. Gerhard Peters.

## Historia
Wykorzystywany jako jednostka szkolna i treningowa w 21. i 31. Flotylli U-Bootów, w związku z tym nie odbył ani jednego patrolu bojowego i nie zatopił żadnej jednostki przeciwnika.
Poddany 8 maja 1945 roku w Cuxhaven (Niemcy), przebazowany 24 czerwca 1945 roku z Wilhelmshaven do Loch Ryan (Szkocja). Zatopiony 17 grudnia 1945 roku podczas operacji Deadlight.